# Pseudossibia
Pseudossibia is een kevergeslacht uit de familie van de boktorren (Cerambycidae). De wetenschappelijke naam van het geslacht werd voor het eerst geldig gepubliceerd in 2005 door Adlbauer.

## Soorten
Pseudossibia is monotypisch en omvat slechts de volgende soort:
- Pseudossibia obscurata Adlbauer, 2005